# Inter Island Airways
Inter Island Airways è una compagnia aerea delle Samoa Americane, con sede nella capitale Pago Pago. Opera voli fra le isole dello stato oceanico e fra le Samoa dal proprio hub, l'aeroporto Internazionale di Pago Pago. È, inoltre, affiliata alla Inter Island Airways delle Figi ed insieme ad essa appartengono alla Aviana Airways Corporation.

## Storia
L'Inter Island Airways fu fondata nell'agosto del 1993 come compagnia statunitense privata operante servizio aerotaxi on-demand; ricevette il certificato di compagnia aerea Part 135 nel settembre 1995 ed iniziò ad operare le tratte fra Pago Pago, sull'isola di Tutuila, e le isole Manu'a, con gli aeroporti di Ofu e Tau. Per i voli si serviva di 2 Aero Commander da 9 posti.
Nel periodo fra 1998 e 2002 la compagnia aerea si espanse economicamente e nella flotta acquistando un aereo STOL, in particolare un Dornier Do 228 da 19 posti. Nel novembre 2003 ripresero i collegamenti su richiesta per Ofu e Tau, mentre nel giugno 2005 fu la volta dei servizi passeggeri e cargo per Apia.
Nel luglio 2007 ricevette l'autorizzazione da parte del Dipartimento dei Trasporti degli Stati Uniti per la programmazione di voli schedulati. Nel dicembre 2010 comincia ad operare con un Dornier Do 328 da 30 posti la tratta fra Pago Pago ed Apia. È inoltre in programma un'espansione verso Tonga, Niue e Figi, oltre ad accordi di code-sharing.

## Flotta
La flotta della Inter Island Airways, a maggio 2020, è così costituita:
- 1 Dornier Do 328-110, con marche N328ST.
- 1 Dornier Do 228-212.